# 島村 (岐阜県羽島郡)
島村（しまむら）はかつて岐阜県羽島郡に存在した村である。
現在の羽島市北西部、羽島市小熊町の一部、及び小熊町島、小熊町島前、小熊町島新町、新生町などに該当する。
島村が設立された時点は羽栗郡の村であったが、郡の合併で羽島郡の村となっている。

## 歴史
- 1875年（明治7年） - 馬飼新田の一部が南之川村[1]に編入される。残部は島村（初代）に改称。
- 1889年（明治22年）7月1日 - 足近新田と合併し、改めて島村が発足。
- 1897年（明治30年）4月1日[2] - 羽栗郡と中島郡の合併により羽島郡の所属となる。
- 1897年（明治30年）4月1日 - 東小熊村、西小熊村、川森村と合併し小熊村が発足。同日島村廃止。